# Плотников, Александр Васильевич (Герой Социалистического Труда)
Александр Васильевич Плотников (25 февраля 1933 года, деревня Захаринка, Назаровский район, Красноярский край — 16 августа 2005 года, Глазов, Удмуртия) — электрослесарь-наладчик Чепецкого механического завода Министерства среднего машиностроения СССР, Удмуртская АССР. Герой Социалистического Труда (1974).

## Биография
Родился в 1933 году в крестьянской семье в деревне Захаринка Красноярского края. Получил неполное среднее образования. После окончания ремесленного училища с 1952 года трудился электрослесарем на Чепецком механическом заводе. В 1955—1958 годах проходил срочную службу в Советской Армии в Забайкальском военном округе. После армии возвратился на Чепецкий механический завод, где трудился электрослесарем-наладчиком, электромонтёром-ремонтником до выхода на пенсию.
Освоил несколько смежных специальностей, внёс несколько десятков рационализаторских предложений, в результате чего значительно возросла производительность труда. Ежегодно выполнял производственный план. Одним из первых на заводе удостоился почётного звания «Ударник коммунистического труда». Указом Президиума Верховного Совета СССР (с грифом «не подлежит опубликованию») от 16 января 1974 года «за выдающиеся успехи в выполнении и перевыполнении планов 1973 года и принятых социалистических обязательств» удостоен звания Героя Социалистического Труда с вручением ордена Ленина и золотой медали «Серп и Молот».
Является автором 25 рацпредложений. Избирался членом Глазовского городского райкома КПСС, делегатом XV и XVII съездах профсоюзов, членом ВЦСПС.
В апреле 1988 года вышел на пенсию. Скончался в августе 2005 года в Глазове.

## Награды
- Герой Социалистического Труда
- Орден Ленина
- Орден Трудового Красного Знамени (29.07.1966)
- Ударник Девятой пятилетки
- Ударник Десятой пятилетки
- Победитель социалистического соревнования — неоднократно (1973—1978)
- Его имя занесено в заводскую книгу Почёта